# Santa Marta Beach Soccer
Santa Marta é uma equipe da Colombia que já disputou a Copa libertadores.

## História
Santa Marta foi o representante da colombiano na Copa libertadores de 2016, por ter sido campeão do campeonato colombiano no mesmo ano.